# Euclystis fuscicilia
Euclystis fuscicilia är en fjärilsart som beskrevs av George Francis Hampson 1926. Euclystis fuscicilia ingår i släktet Euclystis och familjen nattflyn. Inga underarter finns listade i Catalogue of Life.